# Erlebnisbad Oederan

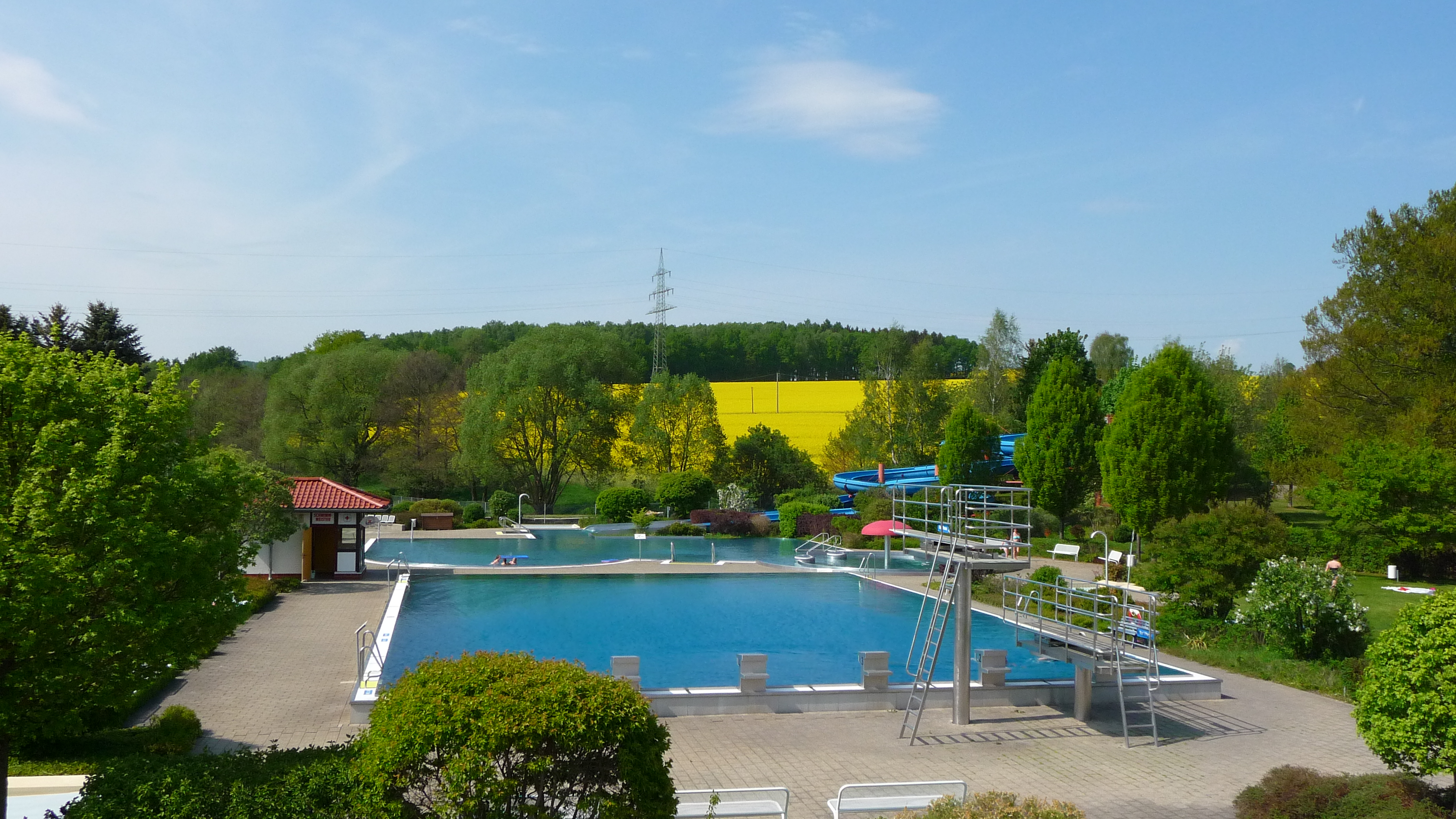

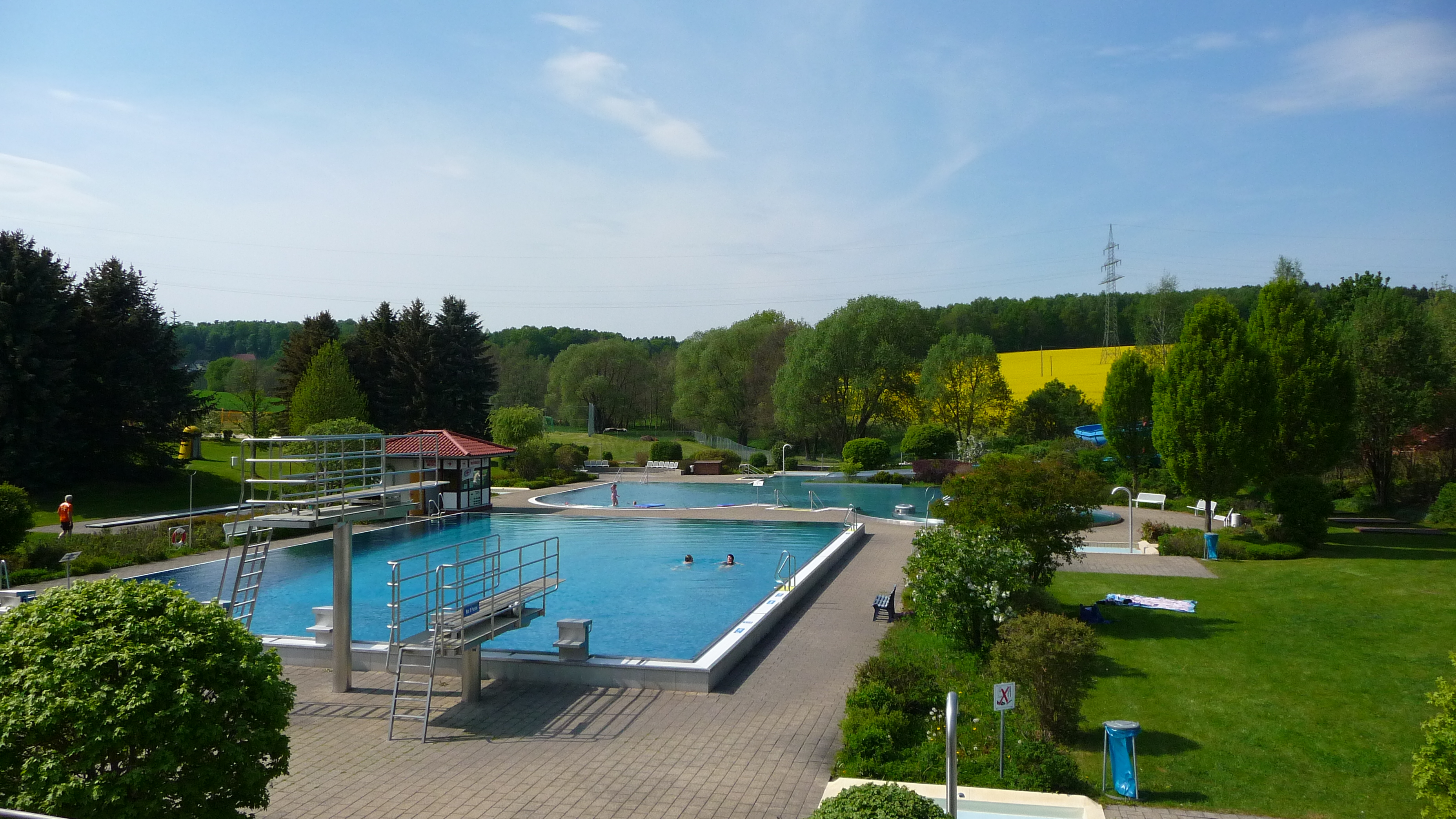

Das Erlebnisbad Oederan ist ein sächsisches Freibad zwischen Chemnitz und Freiberg. Es wird betrieben von der Stadt Oederan.

## Geschichte
Am 14. Februar 1921 beschloss der Oederaner Stadtrat, ein Freibad zu errichten. Am 3. Juni 1922 öffnete die Anlage. Das Schwimmbecken war 50 Meter lang und 18 Meter breit. Die tiefste Stelle maß 2,60 Meter.
Zu Beginn der 1960er Jahre war das Bad baufällig. Die Stadtverantwortlichen schlossen es 1962. 1964 wurde das Becken gesprengt. Anschließend begann der Neubau. Am 22. Juni 1968 konnte das Bad wiedereröffnet werden.
Zu Beginn der 1990er Jahre erschien das Bad nicht mehr zeitgemäß. 1993/94 errichtete die Stadt Oederan eine völlig neue Anlage. Es entstanden drei Becken, ein Sport- und Schwimmbecken mit einer maximalen Tiefe von 3,95 Meter, ein Erlebnisbecken und ein Planschbecken. Die Außenanlagen wurden seit Mitte der 1990er Jahre kontinuierlich erweitert.

## Schwimmbecken
- Sport- und Schwimmbecken: 420 Quadratmeter (solarerwärmt)
- Erlebnisbecken: 610 Quadratmeter (solarerwärmt)
- Wildwasserkanal
- Rundsprudelbank
- Whirlliegen
- Planschbecken: 110 Quadratmeter